# Леонард Ерік Ньютон
Леонард Ерік Ньютон (англ. Leonard Eric Newton; 26 вересня 1936) — ганський ботанік, спеціалізується на вивченні та систематиці родів Aloe та Caralluma.
Працює в Кенійському університеті у Найробі. Здійснив кілька наукових експедицій у Гану, Бенін, Кенію, Ємен. Є співробітником Музею природознавства у Лондоні. Описав низку нових видів рослин з родин Aloaceae, Asclepiadoideae, Vitaceae, Zamiaceae, Crassulaceae, Scilloideae, Dracaenaceae.